# HD 161693
HD 161693は、りゅう座の6等星。

## 名称
2018年6月1日、国際天文学連合の恒星の命名に関するワーキンググループ (Working Group on Star Names, WGSN) は、Alruba をHD 161693の固有名として正式に定めた。アメリカのアマチュア博物学者リチャード・ヒンクリー・アレンは著書Star Names: Their Lore and Meaningの中で、ボルジア家の地球儀に β星、γ星、μ星、ν星、ξ星の名前として Al Rubaʽ と名前が付けられていた、としている。